# Adiabatikus kitevő
Az adiabatikus kitevő vagy fajhőviszony az állandó nyomáson és állandó térfogaton mért fajhő hányadosa. Az adiabatikus kitevőt általában a görög κ-val (kappa) jelölik:
{\displaystyle \kappa ={\frac {c_{p}}{c_{v}}},}
ahol {\displaystyle c\,} a gáz fajhője (vagy hőkapacitása), a {\displaystyle p\,} és {\displaystyle v\,} index pedig az állandó nyomást, illetve az állandó térfogatot jelöli.

## Ideális gázok esete
Ideális gázoknál a fajhő nem változik a hőmérséklettel. Ennélfogva így is kifejezhető az entalpia: {\displaystyle H=c_{p}T\,} és a belső energia: {\displaystyle U=c_{v}T\,}. Így mondható, hogy az adiabatikus kitevő az entalpia és a belső energia hányadosa:
{\displaystyle \kappa ={\frac {H}{U}}}
A hőkapacitások pedig felírhatók a {\displaystyle \kappa } adiabatikus kitevő és az {\displaystyle R} egyetemes gázállandó függvényeként:
{\displaystyle c_{p}={\frac {\kappa R}{\kappa -1}}} és {\displaystyle c_{v}={\frac {R}{\kappa -1}}}
Általában nehéz a {\displaystyle c_{v}} állandó térfogat mellett mért fajhőre az irodalomban konkrét értékeket találni, ezért értékét célszerű az alábbi összefüggésből számítani:
{\displaystyle c_{v}=c_{p}-R\,}

### Kapcsolata a szabadságfokokkal
Az adiabatikus kitevő ideális gázok esetén kifejezhető a gázmolekulák fizikai-kémiai {\displaystyle f\,} szabadságfokával:
{\displaystyle \kappa ={\frac {f+2}{f}}\,}
Így egyatomos gázokra 
{\displaystyle \kappa \ ={\frac {5}{3}}=1,67},
kétatomos gázokra pedig (szobahőmérsékleten):
{\displaystyle \kappa ={\frac {7}{5}}=1,4}.
Például a levegő nagyrészt kétatomos gázokból áll, ~78% nitrogénből (N2) és ~21% oxigénből (O2) és standard viszonyok mellett gyakorlatilag ideális gáznak tekinthető. A kétatomos gáz molekuláinak öt szabadságfoka van (három transzlációs és két rotációs), a vibrációs szabadságfok csak magas hőmérsékletek esetén jön számításba. Ez 
{\displaystyle \kappa ={\frac {5+2}{5}}={\frac {7}{5}}=1,4}
értéket ad ki, amely jól egyezik a mérések 1,403 eredményével.